# دم ورمال (فلم 1922)
دم ورمال  (بالإنجليزية: Blood and Sand) فيلم رومانسي أمريكي صامت، عرض عام 1922 من إخراج جورج فريد نيبلو وبطولة رودلف فالنتينو، ليلى لي.

## روابط خارجية
- دم ورمال على موقع IMDb (الإنجليزية)
- دم ورمال على موقع الموسوعة البريطانية (الإنجليزية)
- دم ورمال على موقع روتن توميتوز (الإنجليزية)
- دم ورمال على موقع نتفليكس (الإنجليزية)
- دم ورمال على موقع ألو سيني (الفرنسية)
- دم ورمال على موقع أول موفي (الإنجليزية)
- دم ورمال على موقع فيلمافينيتي (الإسبانية)
- دم ورمال على موقع قاعدة بيانات الفيلم (الإنجليزية)
- دم ورمال على موقع ليتربوكسد (الإنجليزية)
- دم ورمال على موقع كينوبويسك (الروسية)